# Rhinelepinae
Die Rhinelepinae sind eine Unterfamilie der südamerikanischen Harnischwelse (Loricariidae). Sie kommen in einem disjunkten Verbreitungsgebiet in Südamerika vor und zwar im oberen und mittleren Amazonasbecken, im Mucuri, Río Paraná, Paraíba, Rio São Francisco und Río Uruguay. Die Gruppe galten zunächst als Tribus Rhinelepini (Armbruster, 2004) innerhalb der Unterfamilie Hypostominae und wurde Mitte 2014 durch Lujan und Kollegen in den Familienrang erhoben.

## Merkmale
Die Arten der Rhinelepinae werden relativ groß (50–70 cm) und besitzen eine typische Harnischwelsgestalt mit einem abgeflachten Körper und einem flachen, mit einem unterständigen Saugmaul versehenen Kopf. Auffallend sind ihre sehr dicken, abstehenden Knochenplatten, weshalb sie im deutschen oft Tannenzapfenwelse genannt werden. Diagnostische Merkmale der Gruppe sind die fünf verzweigten Flossenstrahlen der Afterflosse, das Fehlen des postdorsalen Knochenkamms, die herausgehobene Position des Coracoid im Schultergürtel und eine runde Pupille ohne den für Harnischwelse typischen omega-förmigen Irislappen. Der Vorkiemendeckel ist winkelförmig. Eine Fettflosse fehlt. Der Anus befindet sich weit hinten, kurz vor der Afterflosse. Die Rhinelepinae verfügen über ungewöhnlich viele Zähne, bis zu 96, deren Wurzeln viel länger sind als bei anderen Harnischwelsen.

## Fortpflanzung
Die Fortpflanzung ist nur für die Gattung Rhinelepis bekannt, die im Unterschied zu den meisten anderen Harnischwelsen keine Brutpflege betreiben, sondern eine riesige Menge winziger Eier in das freie Wasser abgeben.

## Systematik
Die Rhinelepinae umfassen gegenwärtig nur drei Gattungen mit sechs Arten:
- Pogonopoma Regan, 1904
  - Pogonopoma obscurum Quevedo & Reis 2002
  - Pogonopoma parahybae (Steindachner 1877)
  - Pogonopoma wertheimeri (Steindachner 1867)
- Pseudorhinelepis Bleeker, 1862
  - Pseudorhinelepis genibarbis Valenciennes 1840
- Rhinelepis Agassiz, 1829
  - Rhinelepis aspera Spix & Agassiz 1829
  - Rhinelepis strigosa Valenciennes 1840